# Sheffield Lake
Sheffield Lake és una població dels Estats Units a l'estat d'Ohio. Segons el cens del 2000 tenia 9.371 habitants.

## Demografia
Segons el cens del 2000, Sheffield Lake tenia 9.371 habitants, 3.498 habitatges, i 2.571 famílies. La densitat de població era de 1.435,8 habitants per km².
Dels 3.498 habitatges en un 35,2% hi vivien nens de menys de 18 anys, en un 59,3% hi vivien parelles casades, en un 9,9% dones solteres, i en un 26,5% no eren unitats familiars. En el 21,7% dels habitatges hi vivien persones soles el 7% de les quals corresponia a persones de 65 anys o més que vivien soles. El nombre mitjà de persones vivint en cada habitatge era de 2,68 i el nombre mitjà de persones que vivien en cada família era de 3,13.
Per edats la població es repartia de la següent manera: un 26,5% tenia menys de 18 anys, un 8,6% entre 18 i 24, un 31,6% entre 25 i 44, un 24% de 45 a 60 i un 9,3% 65 anys o més.
L'edat mediana era de 36 anys. Per cada 100 dones de 18 o més anys hi havia 93,6 homes.
La renda mediana per habitatge era de 48.984 $ i la renda mediana per família de 55.078 $. Els homes tenien una renda mediana de 40.394 $ mentre que les dones 26.913 $. La renda per capita de la població era de 20.219 $. Aproximadament el 3,5% de les famílies i el 4,7% de la població estaven per davall del llindar de pobresa.

## Poblacions més properes
El següent diagrama mostra les poblacions més properes.